# Tracy (Kalifornija)
Tracy je grad u američkoj saveznoj državi Kalifornija. Prema popisu stanovništva iz 2010. u njemu je živjelo 82.922 stanovnika.